# Thymus maroccanus
Thymus maroccanus là một loài thực vật có hoa trong họ Hoa môi. Loài này được Ball miêu tả khoa học đầu tiên năm 1875.

## Hình ảnh

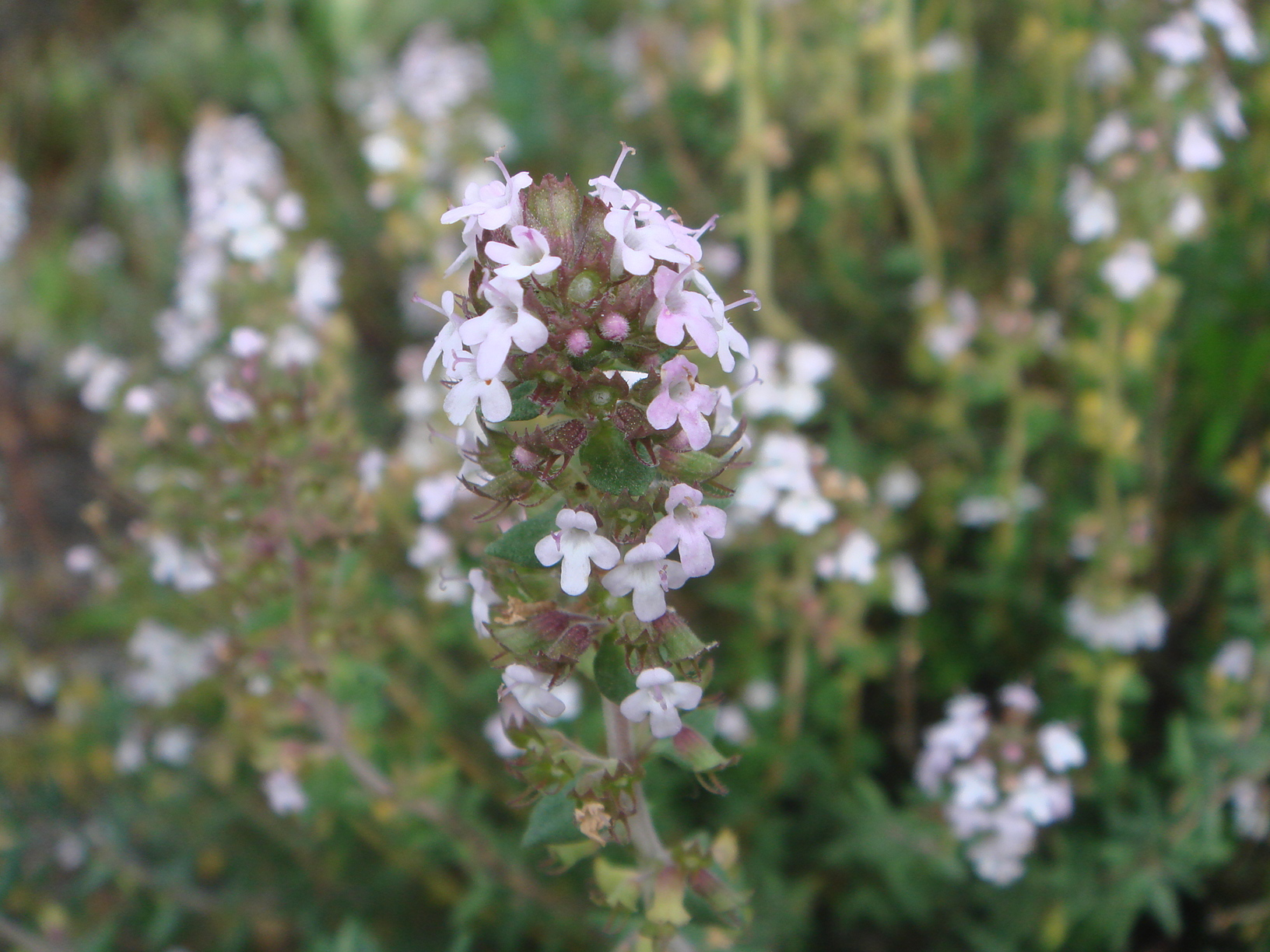